# Liste des instruments à cordes en musique classique
Cet article recense les instruments à cordes que l'on rencontre en musique classique occidentale. De manière ponctuelle, il arrive que certains compositeurs utilisent d'autres instruments issus des musiques traditionnelles.

## Groupes d'instruments

### Instruments à cordes frottées
Le musicien fait vibrer les cordes à l'aide d'un archet.
Instruments à cordes dans l'orchestre symphonique à partir d'environ 1778 :
- Violon
- Alto
- Violoncelle
- Contrebasse

Une curiosité de la famille des contrebasses :
- Octobasse (instrument le plus grave dans la famille des cordes)

Instruments à cordes (pour la plupart, instruments baroques) :
- Arpeggione (créé vers 1800, appelé aussi guitare-violoncelle)
- Baryton (instrument à cordes frottées avec la possibilité de pincer des cordes sympathiques)
- Lirone (de la famille des violes de gambes, avec quinze cordes)
- Huqin, famille de vièles chinois.
- Pochette (violon du maître à danser)
- Quinton (violon ou alto à cinq cordes)
- Morin khuur, vièle mongole.
- Rebec (précurseur du violon, à trois cordes)
- Violon piccolo (violino piccolo, appelé aussi « violino alla francese », utilisé aux environs de 1600 à 1750, comme instrument de soliste ou maitre de concert)
- Viola all'inglese
- Viola pomposa ou violoncello da spalla (petit violoncelle à cinq cordes, qui se joue comme la Quinte de violon de la famille des altos, devant la poitrine)
- Violoncello piccolo (petit violoncelle à cinq cordes)
- Viole de gambe
- Viole d'amour
- Viole d'Orphée (viole de gambe avec cordes en laiton)
- Violon baroque
- Violon d'amour
- Violoncello all'inglese (instrument « d'amour », avec 12 cordes sympathiques)
- Violone (basse baroque à six, parfois sept cordes)

Instrument à cordes frottées par une roue :
- Vielle à roue (les cordes sont frottées par une roue actionnée par une manivelle)

### Instruments à cordes pincées
Le musicien pince, ou gratte, la corde à l'aide de ses doigts, ou d'un plectre :
- Guitare classique
- Ukulélé
- Harpe (surtout à partir de la période classique)

- Surtout dans la musique baroque :
  - Guitare baroque
  - Luth
  - Théorbe
  - Mandoline
  - Bandurria

Instruments à clavier :
- Clavecin
- Épinette
- Virginal

### Instruments à cordes frappées
Cette famille compte :
- le piano-forte ;
- le piano, forme aboutie du précédent ;
- le cymbalum ;
- le hammered dulcimer ;
- le tambourin à cordes souvent joué en même temps et par le même musicien, avec une flûte à trois trous.